# 老虎體育場 (底特律)
老虎體育場（英語：Tiger Stadium）位於美國密西根州底特律，是大聯盟球隊底特律老虎在1912年至1999年間所使用的球場。而NFL球隊底特律雄獅也曾在1938年至1974年間將該球場作為自已比賽的主場。
1999年9月27日，老虎隊在這裡舉行最後一場比賽後。這座球場放棄重新整修而宣布棄用，並於2008年開始拆除，到2009年結束。
2018年，該球場舊址被用來發展青年運動。

## 歷史
1895年，老虎隊的老闆凡德貝克(George Vanderbeck)打算興建一座新球場，並命名為班奈特公園(Bennett Park)。這座球場也以木頭看台和木製的外野屋頂為特色，外野的界線甚至是用繩子來綁定區隔。
1911年，時任老虎隊老闆納文(Frank Navin)用鋼筋混凝土將球場改造，球場也可容納達23000人左右。1912年4月20日，納文球場和紅襪隊的芬威球場在同一天開幕。納文球場的本壘板就是以前班奈特公園的外野位置，兩座球場只是轉變方向而已。著名的無鞋喬·傑克森成為第一位在納文球場得分的球員。
之後納文球場年年擴增新座位，直到1935年納文去世。新老闆布里格斯(Walter Briggs)發現球場容積人數最多只能容納36000人，1938年，他將球場更名為布里格斯體育場，球場不僅搬離舊城市到更大的地方，觀眾看台層也增加，最後新球場的容納人數多達53000人。1961年，時任老虎隊的老闆John Fetzer將球場改名為老虎體育場，這也是該球場拆除前的最後一個名字。1977年，老虎隊將球場賣給底特律市，而球場的座椅也在這時做了大換新。
到了1990年代初，球隊和底特律市都想要一座新的球場，不過人民卻請願希望舊球場可以保留。當時的人民提出保留和修老虎球場的計畫，並稱之為「寇克蘭計畫」。不過球團和底特律市並未完全尊重人民的意見，他們依舊在1997年10月底蓋了克邁利卡公園，準備要取代老虎體育場。
1999年9月27日，老虎隊在老虎體育場進行最後一場比賽。羅伯特·費克還在這場比賽中敲出滿貫砲，幫助老虎以8比2打敗皇家。2000年球季，老虎隊正式將主場換到克邁利卡公園。

## 影視
在1980年電影《蠻牛》裡，男主角飾演的傑克·拉莫塔的冠軍賽比賽場地就是在老虎體育場拍攝。
2000年夏天，電影《棒壇雙雄》的場地就是在老虎體育場拍攝，因為該電影的導演艾蘭·沙皮羅就是底特律人。由於這部電影是在描述洋基隊的羅傑·馬里斯挑戰單季全壘打紀錄的故事，因此老虎體育場還特地按照當時老洋基棒球場的配置去做改建。此外，該球場也曾出現在《天兵總動員》和《追夢高手》等電影中。
就在老虎體育場要被拆除前，電影《殺死這個愛爾蘭人》也有一幕在老虎體育場拍攝，而電影裡則將老虎體育場包裝成克里夫蘭體育場。
美國電視劇《大器晚成》則以老虎體育場的拆除做為該影集的開頭。